# Ciepielów (Powiat Lipski)
Ciepielów ist eine Stadt im Powiat Lipski der Woiwodschaft Masowien in Polen. Es ist Sitz der gleichnamigen Stadt-und-Land-Gemeinde mit 5504 Einwohnern (Stand 31. Dezember 2020).

## Geographie
Ciepielów liegt 35 Kilometer südöstlich von Radom am Fluss Iłżanka.

## Geschichte
1548 erhielt Ciepielów von Sigismund II. August das Stadtrecht verliehen. Sigismund III. Wasa fügte 1597 dem Stadtrecht noch das Recht zur Bildung von Zünften hinzu. Zwischen 1597 und 1626 zerstört ein Feuer die Stadt. 1627 erhielt die Stadt das Recht, Märkte und Messen durchzuführen. Zum 13. Januar 1870 wurde dem Ort sein Stadtrecht entzogen.
Am 8. September 1939 wurden unweit des Dorfes 250 bis 300 polnische Soldaten beim Massaker von Ciepielów ermordet.
Von 1975 bis 1998 gehörte das Dorf zur Woiwodschaft Radom. Zum 1. Januar 2024 erhielt es sein Stadtrecht zurück.

## Gemeinde
Die Stadt-und-Land-Gemeinde (gmina miejsko-wiejska) Ciepielów hat eine Fläche von 135,3 km². Zu ihr gehören 27 Dörfer mit Schulzenämtern.

## Sehenswürdigkeiten
- Synagoge, seit 1982 ein Kulturdenkmal